# 에비누마 마사시
에비누마 마사시(일본어: 海老沼 匡,1990년 2월 15일~)는 일본의 유도 선수이다. 2012년과 2016년 하계 올림픽에서 남자 하프라이트급 동메달을 획득했다.